# Coliban River
Der Coliban River ist ein Fluss in der Mitte des australischen Bundesstaates Victoria. Er dient der Wasserversorgung der Städte und Siedlungen in seiner Nähe.

## Flusslauf
Die Quelle liegt bei Lyonville auf der Great Dividing Range. Nach wenigen Kilometern stürzt der Fluss über die Trentham Falls 33 Meter hinunter und fließt durch drei Stauseen, das Upper Coliban Reservoir, das Lauriston Reservoir und das Malmsbury Reservoir. Am Auslauf des Letzteren liegt die Kleinstadt Malmsbury, von wo aus der Coliban River seinen Lauf nach Norden fortsetzt. Er durchfließt die Kleinstadt Metcalfe und mündet weiter nördlich in den Lake Eppalock und damit in den Campaspe River.

## Nutzung
1858 fand man Gold im Fluss und sein Wasser wurde zur Versorgung der Goldgräberstädte Bendigo und Castlemaine genutzt. Mit dem dortigen Bevölkerungswachstum wurde mit der Zeit auch eine bessere Wasserversorgung benötigt, und so baute man 70 km Tunnels und Aquädukte. Später wurden auch Kyneton und viele andere Kleinstädte und Siedlungen in der Region an diese Wasserversorgung angeschlossen. Heute versorgt sie mehr als 200.000 Einwohner mit Trinkwasser.

## Fauna und Flora
Im Fluss findet man das Schnabeltier, ebenso wie acht einheimische Fischarten, darunter Macquaria australasica (engl. Macquarie perch, „Macquariebarsch“) aus der Familie der Dorschbarsche. Vier dieser Fischarten sind vom Aussterben bedroht, wobei die zur gleichen Familie gehörige Art Maccullochella macquariensis (trout cod, „Forellendorsch“) als besonders bedroht gilt und man nicht weiß, ob sie wirklich noch im Coliban River zu finden ist. Die einheimische Vegetation besteht vornehmlich aus der Eukalyptus-Art Eucalyptus aggregata (black gum), einem Baum, der früher häufig zu finden war, aber heute auf Grund langjähriger Abholzungen eher selten ist.

## Verwaltung
Coliban Water betreibt die drei Stauseen am Fluss, die zum Eppalock Proclaimed Water Supply Catchment gehören.